# Blepephaeus modicus
Blepephaeus modicus là một loài bọ cánh cứng trong họ Cerambycidae.